# Дионисий (лунный кратер)
Кратер Дионисий (лат. Dionysius) — маленький молодой ударный кратер на западной границе Моря Спокойствия на видимой стороне Луны. Название присвоено в честь афинского мыслителя и христианского святого Дионисия Ареопагита (I век н. э.) и утверждено Международным астрономическим союзом в 1935 г. Образование кратера относится к коперниковскому периоду.

## Описание кратера

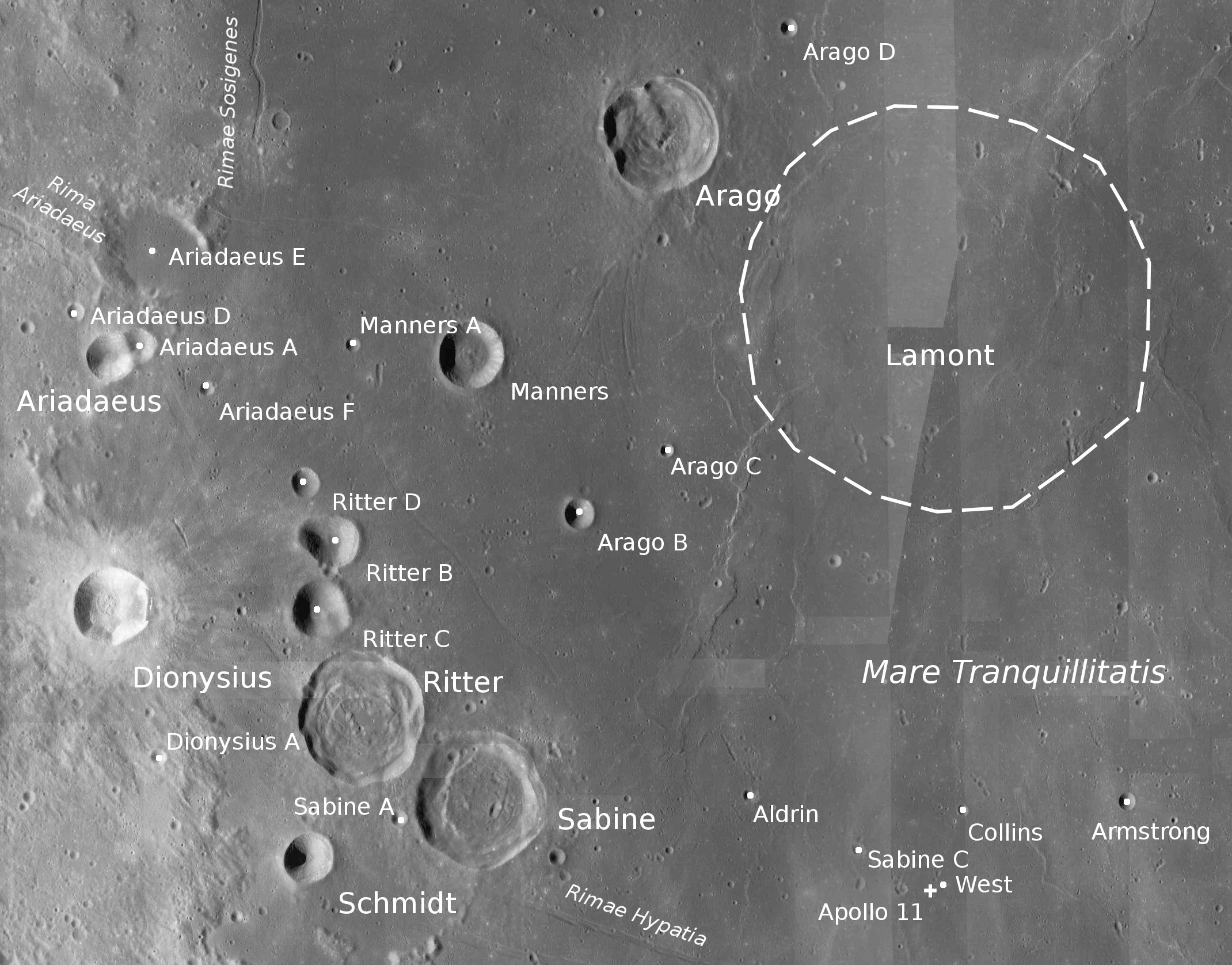
Окрестности кратера Дионисий. Снимок Lunar Reconnaissance Orbiter.

Ближайшими соседями кратера являются кратеры Морган и Кэли на западе-северо-западе; кратер Аридей на севере; кратер Маннерс на северо-востоке; кратеры Риттер, Сабин и Шмидт на юго-востоке; а также кратер Дарре на западе-юго-западе. У северо-восточной части кратера Дионисий проходят борозды Риттера. Селенографические координаты центра кратера 2°46′ с. ш. 17°17′ в. д. / 2,77° с. ш. 17,29° в. д., диаметр 17,3 км, глубина 1,2 км.

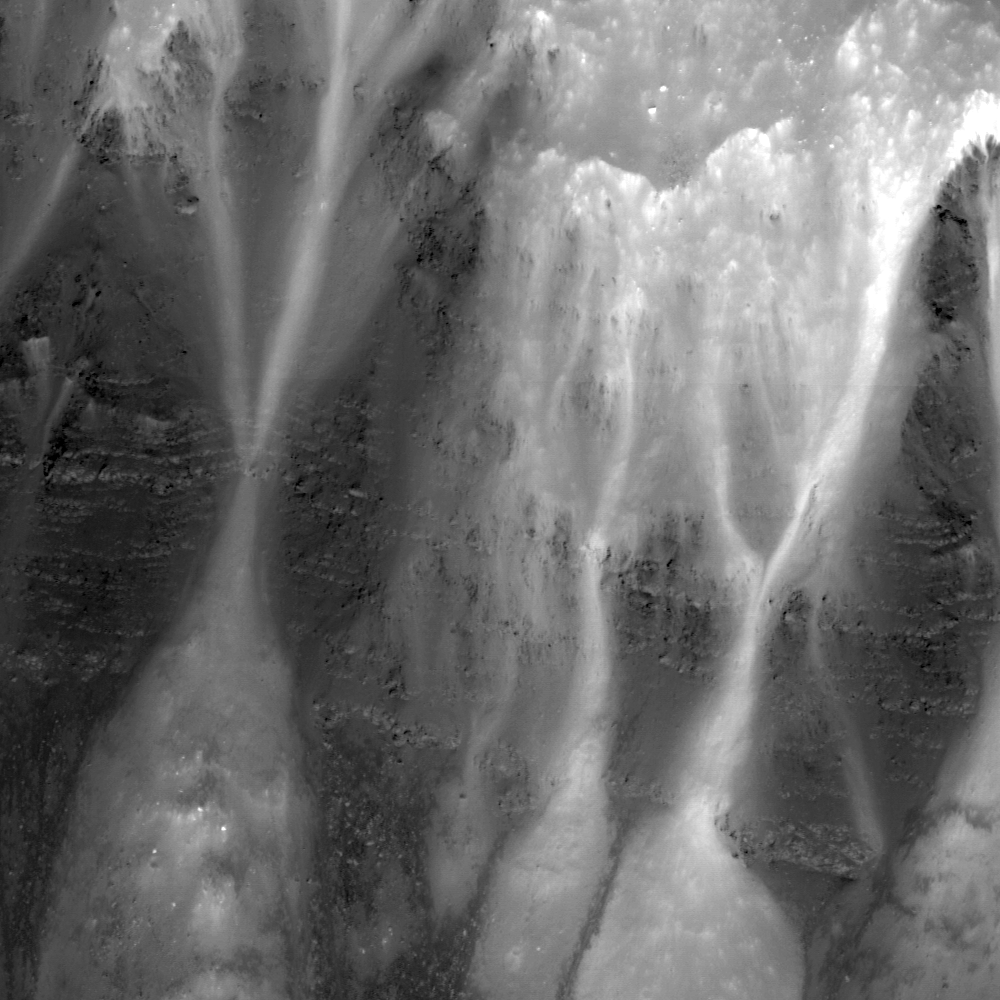
Осыпи пород на восточной части внутреннего склона вала кратера Дионисий. Хорошо видны слои пород образующих Море Спокойствия. Снимок Lunar Reconnaissance Orbiter.

Кратер имеет полигональную форму с небольшим участком плоского дна, немного вытянут в восточном направлении, практически не имеет следов разрушения. Вал имеет острую кромку и широкий гладкий внутренний склон c уклоном 46°. Высота вала над окружающей местностью достигает 750 м.
Кратер Дионисий имеет альбедо значительно выше чем у окружающей местности, окружен светлой короной пород выброшенных при его образовании. Далее, за этой короной, находятся выброшенные темные породы. Кратер является центром яркой системы лучей и включен в список кратеров с яркой системой лучей Ассоциации лунной и планетарной астрономии (ALPO). Интересной особенностью этой системы является наличие редких темных лучей, что было замечено только в 1965 г.

## Сателлитные кратеры

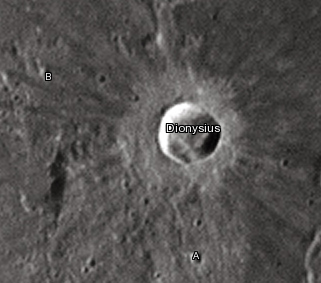
Снимок Девида Кемпбелла.

| Дионисий | Координаты                                          | Диаметр, км |
| -------- | --------------------------------------------------- | ----------- |
| A        | 1°41′ с. ш. 17°39′ в. д. / 1,68° с. ш. 17,65° в. д. | 3,6         |
| B        | 2°58′ с. ш. 15°49′ в. д. / 2,96° с. ш. 15,81° в. д. | 3,4         |